# 埃舍
埃舍（德語：Esche，發音：[ˈɛʃə] ⓘ）是德国下萨克森州本特海姆伯国县的市镇，面积11平方千米，2023年12月31日人口为593人。